# Incizija
Incizija je hirurška metoda, kojom se oštrim rezom zaseca, raseca ili otvara  pogodnim instrumentom (skalpelom, lancetom, električnim nožem) meko tkivo, organ  ili patološki procesa (kolekcije) u cilju pristupa dubljim tkivima ili u cilju pražnjenja (evakuacije) patološkog sadržaja ili nakupljenog sadržaja iz unutrašnjosti šupljeg organa.
Nakon incizije i uklanjanja patološkog sadržaja metoda se završava ubacivanjem gumene cevi radi obezbeđenja dalje evakuacije (drenaže) ili pakovanjem unutrašwosti šupljine gazom ili drugim mate-rijalom (tamponada).

## Planiranje reza
Dobro planiran hirurška incizija ili rez je jedan od najvažnijih koraka u svakom hirurškom zahvatu. Uvek je bitno odrediti ispravnu lokaciju reza za optimalnu vizualizaciju i uvek imati na umu anatomiju i snabdevanje krvlju koja može uzrokovati komplikacije.
Tačan položaj i veličina incizionog reza koji se koristi su također presudni i iz estetskih razloga. Ako se radi o maloj proceduri koja zahteva samo minimalan ulaz u telesnu čupljinu, onda su manji, strateški postavljeni rezovi najbolji izbor. Međutim, ako postoji velika trauma, veliki organ koji treba ukloniti ili je operacija istraživačka (ekplorativna), tada se može napraviti veći rez kako bi se dobila najveća moguća izloženost.